# Hạt của Estonia
Hạt (tiếng Estonia: maakond, số nhiều maakonnad) là cấp phân chia hành chính đầu tiên ở  Estonia. Lãnh thổ Estonia vao gồm 15 hạt, 13 hạt ở đất liền và 2 hạt ở đảo. Chính quyền (maavalitsus) của mỗi hạt được quản lý bởi thống đốc (maavanem), người mà đại diện cho chính phủ quốc gia (Vabariigi Valitsus) ở mức độ vùng miền. Thống đốc được chỉ định bởi chính phủ với nhiệm kỳ năm năm.
Mỗi hạt sau đó được chia thành các khu tự quản gồm hai loại: khu tự quản thành thị (linnad) và khu tự quản nông thôn (vallad).

## Danh sách các hạt
Dân số tính đến ngày 31 tháng 12 năm 2011.
| Hạt        | Thủ đô (thủ phủ) | Diện tích (km²) | Dân số  | Mật độ dân số (người /km²) |
| ---------- | ---------------- | --------------- | ------- | -------------------------- |
| Harju      | Tallinn          | 4.333           | 552.643 | 127,5                      |
| Hiiu       | Kärdla           | 989             | 8.470   | 8,6                        |
| Ida-Viru   | Jõhvi            | 3.364           | 149.244 | 44,4                       |
| Jõgeva     | Jõgeva           | 2.604           | 31.398  | 12,1                       |
| Järva      | Paide            | 2.623           | 30.553  | 11,6                       |
| Lääne      | Haapsalu         | 2.383           | 24.184  | 10,1                       |
| Lääne-Viru | Rakvere          | 3.627           | 59.861  | 16,5                       |
| Põlva      | Põlva            | 2.165           | 27.452  | 12,7                       |
| Pärnu      | Pärnu            | 4.807           | 82.584  | 17,2                       |
| Rapla      | Rapla            | 2.980           | 34.905  | 11,7                       |
| Saare      | Kuressaare       | 2.673           | 31.344  | 11,7                       |
| Tartu      | Tartu            | 2.993           | 150.287 | 50,2                       |
| Valga      | Valga            | 2.044           | 30.158  | 14,8                       |
| Viljandi   | Viljandi         | 3.422           | 47.594  | 13,9                       |
| Võru       | Võru             | 2.305           | 33.439  | 14,5                       |